# Кріс Фрум
Кріс Фрум  (англ. Chris Froome, 20 травня 1985) — британський велогонщик, олімпійський медаліст, переможець Тур де Франс 2013, 2015, 2016 та 2017.

## Виступи на Олімпіадах
| Олімпіада   | Дисципліна                 | Місце |
| ----------- | -------------------------- | ----- |
| Лондон 2012 | гонка з роздільним стартом | 3     |

## Досягнення
- Переможець Тур де Франс — 2013, 2015, 2016, 2017.
- Переможець Тур Романдії — 2013, 2014
- Переможець Крітеріум ду Дофіне — 2013, 2015